# The Cry of the Children
The Cry of the Children is een Amerikaanse dramafilm uit 1912 die de gevolgen van kinderarbeid liet zien. De film werd in 2011 opgenomen in de National Film Registry.

## Rolverdeling
| Acteur          | Personage                 |
| --------------- | ------------------------- |
| Marie Eline     | Alice                     |
| Ethel Wright    | werkende moeder           |
| James Cruze     | werkende vader            |
| Lila Chester    | vrouw van de fabrieksbaas |
| William Russell | fabrieksbaas              |